# Воздвижевский сельский совет (Гуляйпольский район)
Воздвижевский сельский совет (укр. Воздвижівська сільська рада) — входит в состав
Гуляйпольского района
Запорожской области
Украины.
Административный центр сельского совета находится в 
с. Воздвижевка
.

## Населённые пункты совета
- с. Воздвижевка
- с. Еленоконстантиновка
- с. Прилуки